# Todor Skrimow
Todor Skrimow (bulgarisch Тодор Скримов, englische Transkription: Todor Skrimov; * 9. Januar 1990 in Pernik) ist ein bulgarischer Volleyballspieler.

## Karriere
Skrimow spielte von 2007 bis 2009 beim französischen Verein AMSL Fréjus. Anschließend wechselte er zu Paris Volley. Mit der bulgarischen Nationalmannschaft erreichte der Außenangreifer bei den Olympischen Spielen in London Platz vier.